# Società Sportiva Sambenedettese 1958-1959
Questa pagina raccoglie le informazioni riguardanti la Società Sportiva Sambenedettese nelle competizioni ufficiali della stagione 1958-1959.

## Rosa
| N. |                   | Ruolo | Calciatore         |
| -- | ----------------- | ----- | ------------------ |
|    | Italia (bandiera) | D     | Renato Alberti     |
|    | Italia (bandiera) | A     | Aldo Alessandri    |
|    | Italia (bandiera) | D     | Alberto Astraceli  |
|    | Italia (bandiera) | A     | Angelo Bortolon    |
|    | Italia (bandiera) | C     | Salvatore Bronzini |
|    | Italia (bandiera) | A     | William Bronzoni   |
|    | Italia (bandiera) | A     | Angelo Buratti     |
|    | Italia (bandiera) | C     | Alberto Clementoni |
|    | Italia (bandiera) | C     | Romano Di Bari     |
|    | Italia (bandiera) | P     | Biagio Dreossi     |
|    | Italia (bandiera) | C     | Mario Ercole       |
|    | Italia (bandiera) | D     | Edmondo Lorenzini  |

| N. |                   | Ruolo | Calciatore           |
| -- | ----------------- | ----- | -------------------- |
|    | Italia (bandiera) | C     | Giuseppe Malavasi    |
|    | Italia (bandiera) | A     | Riccardo Mandolini   |
|    | Italia (bandiera) | A     | William Martegiani   |
|    | Italia (bandiera) | A     | Guglielmo Mecozzi    |
|    | Italia (bandiera) | A     | Franco Medori        |
|    | Italia (bandiera) | A     | Giampaolo Menichelli |
|    | Italia (bandiera) | P     | Edo Patregnani       |
|    | Italia (bandiera) | A     | Flavio Ponzetti      |
|    | Italia (bandiera) | C     | Andreino Repetti     |
|    | Italia (bandiera) | C     | Elio Rossi           |
|    | Italia (bandiera) | A     | Aldo Santoni         |
|    | Italia (bandiera) | P     | Carlo Vagnoni        |

## Risultati

### Serie B

#### Girone di andata
| 21 settembre 1958 1ª giornata | Zenit Modena | 1 – 0 | Sambenedettese |  |

| 28 settembre 1958 2ª giornata | Sambenedettese | 1 – 1 | Venezia |  |

| 5 ottobre 1958 3ª giornata | Palermo | 0 – 0 | Sambenedettese |  |

| 12 ottobre 1958 4ª giornata | Messina | 1 – 1 | Sambenedettese |  |

| 19 ottobre 1958 5ª giornata | Sambenedettese | 1 – 1 | Novara |  |

| 26 ottobre 1958 6ª giornata | Taranto | 2 – 0 | Sambenedettese |  |

| 2 novembre 1958 7ª giornata | Sambenedettese | 2 – 2 | Catania |  |

| 16 novembre 1958 8ª giornata | Verona | 4 – 0 | Sambenedettese |  |

| 23 novembre 1958 9ª giornata | Sambenedettese | 3 – 1 | Prato |  |

| 30 novembre 1958 10ª giornata | Simmenthal-Monza | 3 – 1 | Sambenedettese |  |

| 7 dicembre 1958 11ª giornata | Sambenedettese | 0 – 1 | Marzotto Valdagno |  |

| 14 dicembre 1958 12ª giornata | Como | 2 – 2 | Sambenedettese |  |

| 21 dicembre 1958 13ª giornata | Sambenedettese | 0 – 0 | Vigevano |  |

| 28 dicembre 1958 14ª giornata | Sambenedettese | 0 – 0 | Reggiana |  |

| 4 gennaio 1959 15ª giornata | Lecco | 1 – 1 | Sambenedettese |  |

| 11 gennaio 1959 16ª giornata | Sambenedettese | 2 – 2 | Brescia |  |

| 18 gennaio 1959 17ª giornata | Atalanta | 5 – 0 | Sambenedettese |  |

| 25 gennaio 1959 18ª giornata | Cagliari | 1 – 0 | Sambenedettese |  |

| 1º febbraio 1959 19ª giornata | Sambenedettese | 1 – 1 | Parma |  |

#### Girone di ritorno
| 8 febbraio 1959 20ª giornata | Sambenedettese | 2 – 0 | Zenit Modena |  |

| 15 febbraio 1959 21ª giornata | Venezia | 1 – 0 | Sambenedettese |  |

| 22 febbraio 1959 22ª giornata | Sambenedettese | 0 – 0 | Palermo |  |

| 1º marzo 1959 23ª giornata | Sambenedettese | 0 – 0 | Messina |  |

| 8 marzo 1959 24ª giornata | Novara | 1 – 1 | Sambenedettese |  |

| 15 marzo 1959 25ª giornata | Sambenedettese | 1 – 1 | Taranto |  |

| 19 marzo 1959 26ª giornata | Catania | 1 – 1 | Sambenedettese |  |

| 22 marzo 1959 27ª giornata | Sambenedettese | 1 – 1 | Verona |  |

| 29 marzo 1959 28ª giornata | Prato | 1 – 0 | Sambenedettese |  |

| 5 aprile 1959 29ª giornata | Sambenedettese | 1 – 0 | Simmenthal-Monza |  |

| 12 aprile 1959 30ª giornata | Marzotto Valdagno | 1 – 1 | Sambenedettese |  |

| 19 aprile 1959 31ª giornata | Sambenedettese | 2 – 0 | Como |  |

| 26 aprile 1959 32ª giornata | Vigevano | 1 – 1 | Sambenedettese |  |

| 3 maggio 1959 33ª giornata | Reggiana | 0 – 0 | Sambenedettese |  |

| 10 maggio 1959 34ª giornata | Sambenedettese | 0 – 0 | Lecco |  |

| 17 maggio 1959 35ª giornata | Brescia | 3 – 1 | Sambenedettese |  |

| 24 maggio 1959 36ª giornata | Sambenedettese | 2 – 1 | Atalanta |  |

| 31 maggio 1959 37ª giornata | Sambenedettese | 2 – 0 | Cagliari |  |

| 6 giugno 1959 38ª giornata | Parma | 3 – 1 | Sambenedettese |  |

## Statistiche

### Statistiche di squadra
| Competizione | Punti | In casa | In casa | In casa | In casa | In casa | In casa | In trasferta | In trasferta | In trasferta | In trasferta | In trasferta | In trasferta | Totale | Totale | Totale | Totale | Totale | Totale | DR  |
| Competizione | Punti | G       | V       | N       | P       | Gf      | Gs      | G            | V            | N            | P            | Gf           | Gs           | G      | V      | N      | P      | Gf     | Gs     | DR  |
| ------------ | ----- | ------- | ------- | ------- | ------- | ------- | ------- | ------------ | ------------ | ------------ | ------------ | ------------ | ------------ | ------ | ------ | ------ | ------ | ------ | ------ | --- |
| Serie B      | 33    | 19      | 6       | 12      | 1       | 21      | 12      | 19           | 0            | 9            | 10           | 11           | 32           | 38     | 6      | 21     | 11     | 32     | 44     | -12 |
| Coppa Italia |       | 1       | 1       | 0       | 0       | 2       | 0       | 1            | 0            | 0            | 1            | 2            | 3            | 2      | 1      | 0      | 1      | 4      | 3      | +1  |
| Totale       |       | 20      | 7       | 12      | 1       | 23      | 12      | 20           | 0            | 9            | 11           | 13           | 35           | 40     | 7      | 21     | 12     | 36     | 47     | -11 |

### Statistiche dei giocatori
| Giocatore     | Serie B  | Serie B | Coppa Italia | Coppa Italia | Totale   | Totale |
| Giocatore     | Presenze | Reti    | Presenze     | Reti         | Presenze | Reti   |
| ------------- | -------- | ------- | ------------ | ------------ | -------- | ------ |
| R. Alberti    | 22       | 0       | ?            | ?            | 22+      | 0+     |
| A. Alessandri | 4        | 1       | ?            | ?            | 4+       | 1+     |
| A. Astraceli  | 8        | 2       | ?            | ?            | 8+       | 2+     |
| A. Bortolon   | 32       | 3       | ?            | ?            | 32+      | 3+     |
| S. Bronzini   | 24       | 0       | ?            | ?            | 24+      | 0+     |
| W. Bronzoni   | 9        | 2       | ?            | ?            | 9+       | 2+     |
| A. Buratti    | 26       | 5       | ?            | ?            | 26+      | 5+     |
| A. Clementoni | 20       | 0       | ?            | ?            | 20+      | 0+     |
| R. Di Bari    | 25       | 2       | ?            | ?            | 25+      | 2+     |
| B. Dreossi    | 22       | -23     | ?            | ?            | 22+      | -23+   |
| M. Ercole     | 8        | 0       | ?            | ?            | 8+       | 0+     |
| E. Lorenzini  | 36       | 0       | ?            | ?            | 36+      | 0+     |
| G. Malavasi   | 27       | 2       | ?            | ?            | 27+      | 2+     |
| R. Mandolini  | 1        | 0       | ?            | ?            | 1+       | 0+     |
| W. Martegiani | 4        | 1       | ?            | ?            | 4+       | 1+     |
| G. Mecozzi    | 26       | 4       | ?            | ?            | 26+      | 4+     |
| F. Medori     | 1        | 0       | ?            | ?            | 1+       | 0+     |
| G. Menichelli | 27       | 6       | ?            | ?            | 27+      | 6+     |
| E. Patregnani | 15       | -20     | ?            | ?            | 15+      | -20+   |
| F. Ponzetti   | 5        | 1       | ?            | ?            | 5+       | 1+     |
| A. Repetti    | 27       | 1       | ?            | ?            | 27+      | 1+     |
| E. Rossi      | 13       | 0       | ?            | ?            | 13+      | 0+     |
| A. Santoni    | 35       | 1       | ?            | ?            | 35+      | 1+     |
| C. Vagnoni    | 1        | -1      | ?            | ?            | 1+       | -1+    |